# Sassuno
Il Sassuno è un piccolo ma impetuoso rio dell'Appennino bolognese orientale.
Nasce dal Monte Cuccoli, un'altura facente parte del complesso montuoso di Monte Grande, a circa 420 metri di altitudine. Scende poi precipitosamente in direzione meridionale, dove riceve due ruscelli impetuosi anch'essi, ovvero il rio della Selva e il rio dei Masi, fino a confluire, dopo un percorso di 3,2 km, nel torrente Sillaro.